# Chloe Butler
Chloe Butler es una jugadora de rugby femenina y antigua jugadora de Gridiron fútbol. 

## Primeros años
Butler se mudó a Canberra, fue una animadora de los Canberra Raiders, y comenzó a practicar atletismo y gimnasia antes de sufrir una lesión.

## Carrera

### Carrera de rugby
Butler anteriormente jugó para el Territorio de la Capital Australiana, Parramatta Two Blues y actualmente para los Wallaroos. Ha sido seleccionada en el equipo de Wallaroos para la Copa Mundial Femenina de Rugby de 2014.

### Fútbol americano / Carrera Gridiron
Butler es la antigua receptora para Los Angeles Temptation y capitaneó los New South Wales Surge, equipo de la Conferencia Oeste para la LFL All-Fantasy Game Tour de 2012.

## Vida personal
Chloe está saliendo con el jugador de los Penrith Panthers y South Sydney Rabbitohs Tim Grant.